# Occitània (regió administrativa)
|  | Aquest article tracta sobre la regió administrativa francesa creada el 2014. Si cerqueu el país i àrea històrica de domini de l'occità, vegeu «Occitània». |

Occitània (en francès i oficialment, Occitanie; en occità, Occitània) és una regió del sud-est de França, creada per la reforma territorial de 2014, per la fusió de les antigues regions de Llenguadoc-Rosselló i de Migdia-Pirineus. Comprèn 72.724 km² —una desena part del territori estatal— i té 5.626.858 habitants (població municipal de l'1 de gener de 2012). La seva entrada en vigor va ser prevista per a l'1 de gener de 2016, després de les eleccions regionals de desembre de 2015.
La regió és la tercera més extensa de França (després de Nova Aquitània i la Guaiana Francesa) i la segona metropolitana. La seva ciutat més gran, i la seva àrea urbana més poblada, n'és Tolosa (la quarta àrea urbana del país), així com la seva prefectura regional, mentre que la segona capital de la regió, Montpeller, reté diverses administracions.
Amb una façana marítima sobre la mar Mediterrània, reuneix territoris de la conca aquitana a l'oest —Gers, nord d'Alts Pirineus i de l'Arieja, centre i nord d'Alt Garona, centre i oest del Tarn i Garona, oest del Tarn, sud d'Òlt—, dels Pirineus al sud-sud d'Alts Pirineus, Alta Garona i l'Arieja, oest de Pirineus Orientals-, del Massís Central al nord -Avairon i Losera, centre i nord d'Òlt, est de Tarn i Garona i del Tarn, nord de l'Aude, d'Erau i de Gard- i de la conca mediterrània a l'est -aquest dels Pirineus Orientals, sud de l'Aude, d'Erau i del Gard.
Aquesta nova regió forma part, el 2015, de les tres regions franceses que compten amb dues intercomunitats —que tenen l'estatus de metròpoli, creada per la llei MAPTAM, un altre component de la reforma territorial: Toulouse Métropole i Montpellier Méditerranée Métropole. Aquesta llei ha reduït a 250 000 habitants el llindar requerit per a l'obtenció de la condició d'una comunitat urbana, una altra intercomunitat de la regió; i hi tindrà accés l'1 de gener de 2016 la de Perpinyà Mediterrània (en francès, Perpignan Méditerranée). La regió també en té una altra, entre més de 200 000 habitants: la Communauté d'Agglomération Nîmes Métropole.
Aquesta nova regió administrativa reagrupa les regions culturals i històriques del Llenguadoc (Alt i Baix Llenguadoc), de la Catalunya Nord (incloent-hi el Rosselló, l'Alta Cerdanya, el Vallespir, el Conflent i el Capcir), i del comtat de Foix, així com les parts occidentals de l'antiga Gascunya (Armanac, Comenge, Bigorra, Condomès, Nebosan, Rivière-Verdun) i Guiena (Carcí, Roergue). Culturalment, aquesta nova regió és íntegrament de tradició llatina (occitana i catalana), que connecta en la seva immensa majoria a Occitània.

## Topografia
Inicialment se li va donar el nom de «Llenguadoc-Rosselló-Migdia-Pirineus», quan encara no se n'havia decidit el nom definitiu d'Occitània. La juxtaposició en ordre alfabètic dels noms de les antigues regions va ser el nom adoptat per la llei fins que en va ser elegit el nom definitiu, sancionat per decret en Consell d'Estat, a partir de la proposta del Consell Regional de la regió fusionada, decisió que va adoptar l'1 de juliol de 2016.
Una consulta a Internet, organitzada pel diari regional La Dépêche du Midi, va indicar que una majoria de votants és favorable al nom «Occitània-Pirineus» (15%). Occitània és un component de forta identitat; però Occitània no es limita a la regió: una gran part de la regió de Nova Aquitània, una part de la regió Alvèrnia-Roine-Alps i la regió Provença-Alps-Costa Blava són igualment occitanes; mentre que les comarques del Rosselló, l'Alta Cerdanya, el Vallespir, el Conflent i el Capcir no són occitanes, sinó catalanes.
Els noms «Migdia-Llenguadoc» i «Pirineus-Llenguadoc» també són en les propostes populars (13% cadascuna), seguides de «Migdia-Rosselló» (10%) i «Migdia-d'Oc» (8%). El nom de la província històrica del «Llenguadoc» va ser triat pel 7% dels votants, juntament amb «Pirineus-Mediterrània», nom defensat per Martin Malvy, president de Migdia-Pirineus i calcat en el nom del GECT. Després venen «Sud de França» (5%), impulsat per Damien Alary, president de Llenguadoc-Rosselló (es tracta d'una marca utilitzada a l'efecte de comunicació i promoció del turisme) i «Sud Pirineus» que també recull un 5% de les opinions.
En una enquesta duta a terme entre el 7 i el 28 setembre de 2015 pels diaris regionals La Dépêche du Midi, Midi lliure, Centre Presse, L'Indépendant i La Nouvelle République des Pyrénées, una quarta part de les 202.357 persones que van participar van triar el nom «Occitània» per a la futura regió.
«Occitània», «Migdia», «Llenguadoc» i «Pirineus» són els grans denominadors comuns, geogràfics i/o històrics de les dues regions que podran subsistir en el nou nom.

## Geografia
És la tercera regió de França pel que fa a territori, amb 72.724 km² —per darrere de la Guaiana Francesa i la Nova Aquitània— i la segona de la França metropolitana. La ciutat més gran i prefectura regional és Tolosa, mentre que la segona metròpoli regional és Montpeller, que també té diverses administracions.

### Departaments
- Arieja (Ariège) (09)
- Aude (11)
- Avairon (Aveyron) (12)
- Gard (30)
- Alta Garona (Haute-Garonne) (31)
- Gers (Gers) (32)
- Erau (Hérault) (34)
- Òlt (Lot) (46)
- Losera (Lozère) (48)
- Alts Pirineus (Hautes-Pyrénées) (65)
- Pirineus Orientals (Pyrénées-Orientales) (66)
- Tarn (Tarn) (81)
- Tarn i Garona (Tarn-et-Garonne) (82)

### Llacs i estanys
- Estany de Salses
- Llac de Montbel
- Llac de Saint-Ferréol